# Kępa Nagnajewska
Kępa Nagnajewska – wieś w Polsce położona w województwie świętokrzyskim, w powiecie sandomierskim, w gminie Łoniów.
W latach 1973–76 w gminie Baranów Sandomierski, w latach 1977–82 w gminie Koprzywnica.

## Historia
W czasie II wojny światowej z Nagnajowa na drugi brzeg Wisły w okolicy Kępy Nagnajewskiej 30 lipca 1944 przeprawiały się wojska radzieckie którym pomocy udzielał oddział Batalionów Chłopskich dowodzony przez Stanisława Ordyka.
W latach 1975–1998 miejscowość administracyjnie należała do województwa tarnobrzeskiego.
Miejscowa ludność katolicka przynależy do Parafii św. Józefa w Chodkowie Nowym.